# Xã Jersey, Quận Licking, Ohio
Xã Jersey (tiếng Anh: Jersey Township) là một xã thuộc quận Licking, tiểu bang Ohio, Hoa Kỳ. Năm 2010, dân số của xã này là 2.740 người.